# 社会主义工人党 (秘鲁1971年)
社会主义工人党（西班牙語：Partido Socialista de los Trabajadores，缩写为PST）是秘鲁的一个托洛茨基主义政党。该党成立于1971年，分裂自革命左翼阵线。该党是国际工人联盟—第四国际的支部。1992年，该党发生分裂，一个追随国际工人团结—第四国际的派系组建另一个社会主义工人党。该党的外围组织“团结”是争取正义、生活和自由广泛阵线的成员。